# 펠릭스 산체스 바스
펠릭스 산체스 바스(스페인어: Félix Sánchez Bas, 1975년 12월 13일 ~ )는 스페인의 축구 지도자로 현재 카타르 스타스 리그의 알사드 SC 감독을 맡고 있으며 선수로 뛴 경험은 한 번도 없다.

## 지도자 경력

### 카타르 청소년 대표팀
1996년 고향팀인 FC 바르셀로나 유스 아카데미팀에서 지도자 커리어를 시작하여 10년간 바르셀로나 유스팀을 지도한 후 2006년 카타르로 건너가 2013년까지 아스피레 아카데미의 감독을 역임했다.
이후 2013년부터 2017년까지 카타르 U-20 대표팀의 사령탑을 맡아 2014년 AFC U-19 챔피언십 우승, 2015년 FIFA U-20 월드컵 본선 진출을 이끌었고 2017년에는 카타르 U-23 대표팀의 사령탑에 부임한 이후 같은 해 7월 카타르 A대표팀 감독으로까지 부임했다.
그리고 2020년까지 카타르 U-23 대표팀 감독으로 재직하며 2018년 AFC U-23 챔피언십 3위를 이끌었고 2020년 하계 올림픽 아시아 지역 예선을 겸한 2020년 AFC U-23 챔피언십 본선에서도 팀을 이끌었지만 3전 전무·B조 3위로 조별리그에서 탈락하면서 올림픽 본선 진출 실패의 쓴 맛을 보았다.

### 카타르 A대표팀
2017년 7월 카타르 A대표팀 감독 부임 이후 2019년 AFC 아시안컵에서 카타르의 사상 첫 메이저 대회 우승을 이끌었고 초청팀으로 참가한 2021년 CONCACAF 골드컵에서도 카타르의 사상 첫 4강 진출이자 2002년 대한민국 이후 아시아팀으로는 2번째로 북중미 골드컵 4강 진출의 성과를 남겼다.
그 후 홈에서 열린 2021년 FIFA 아랍컵에서도 1998년 준우승 이후 카타르의 23년만의 FIFA 아랍컵 4강 진출을 이끌었고 3·4위전에서도 아프리카 네이션스컵 최다 우승국 이집트와 승부차기까지 가는 접전 끝에 5-4로 승리하며 대회 3위의 성과를 거두었다.
그러나 1년 후 열린 2022년 FIFA 월드컵에서는 2006년 대회 16강 진출팀인 에콰도르, 2002년 대회 8강 진출팀인 세네갈, 3번의 월드컵 준우승에 빛나는 네덜란드를 상대로 단 1점의 승점조차 얻지 못하고 3전 전패·1득점에 7실점·A조 꼴찌이자 32개국 중 꼴찌라는 최악의 성적으로 2010년 남아프리카 공화국에 이어 월드컵 조별리그에서 탈락한 2번째 개최국이라는 수모를 겪었고 이 대회 종료 후 카타르 대표팀 감독직에서 물러났다.

### 에콰도르 A대표팀
카타르 대표팀 감독직에서 물러난지 3개월이 지난 2023년 3월 11일 월드컵 본선 첫 상대였던 에콰도르 대표팀의 사령탑으로 전격 부임한 뒤 24일 열린 호주와의 친선 경기에서 에콰도르 대표팀 감독 데뷔전을 치렀다.
이후 디펜딩 챔피언 아르헨티나와의 2026년 FIFA 월드컵 남미 지역 예선 1차전에서 에콰도르 대표팀 사령탑 부임 이후 첫 국제 대회를 치러 이 경기에서는 0-1로 석패했지만 우루과이와 볼리비아와의 2차전과 3차전에서는 모두 2-1로 잡아내며 2연승을 이끌었다.
그리고 2024년 코파 아메리카에서도 팀을 8강으로 이끌었고 디펜딩 챔피언 아르헨티나와의 8강전에서도 승부차기까지 끌고 가는 등 대등한 경기를 펼쳤지만 승부차기에서 상대팀 골키퍼인 에밀리아노 마르티네스의 연이은 선방에 무너지며 4강 문턱에서 분루를 삼켰고 코파 아메리카 종료 후 에콰도르 대표팀 감독직을 내려놓았다.
다만 에콰도르 축구팬들은 이에 대해 부정적인 반응을 보였는데 월드컵 남미 지역 예선 6경기에서 3승 2무 1패로 선전하고 있던데다가 2024년 코파 아메리카 8강에서도 전 대회 우승팀인 아르헨티나를 상대로도 승부차기까지 끌고 가는 저력을 발휘했음에도 '왜 경질시켰냐'는 반응이 지배적이었다.

### 알사드 SC
2024-25 시즌을 앞두고 카타르 스타스 리그의 명문 알사드 SC와 2년 계약을 맺었다.

## 수상

### 국가대표팀 (지도자)
카타르 U-20
- AFC U-20 아시안컵 : 우승 (2014)

 카타르 U-23
- AFC U-23 아시안컵 : 3위 (2018)

 카타르
- AFC 아시안컵 : 우승 (2019)
- CONCACAF 골드컵 : 3위 (2021)
- FIFA 아랍컵 : 3위 (2021)